# Vila Esporte Clube (Formiga)
O Vila Esporte Clube, também conhecido como Leão do Oeste, é um time de futebol do município de Formiga. O seu maior rival é o Formiga, sendo também a maior rivalidade do futebol municipal de Formiga.[carece de fontes?]

## História
Foi fundado em 20 de Janeiro de 1939.
O Vila Esporte Clube participou da 2ª Divisão do Campeonato Mineiro (Primeira Divisão de Profissionais) nos anos de 1961 a 1966.[carece de fontes?]